# Accessible Art Fair

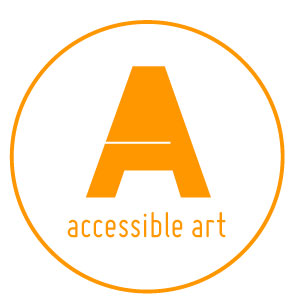
Logo van Accessible Art Fair

Accessible Art Fair is een festival van hedendaagse kunst die ontstond in België. Het jaarlijks terugkerende festival duurt vier dagen en werd voor het eerst gehouden in 2007.

## Geschiedenis
Het idee kwam van de Canadese Stephanie Manasseh die kunstenaars zonder tentoonstellingsruimtes toch de kans te geven contact te maken met het publiek, potentiële kopers. Ze begon op kleine private evenementen. In 2007 koos ze voor de formule van een festival - markt en deze ging door in het European Training Institute. De volgende edities van 2008 en 2009 vonden plaats in het Silken Hotel. Sinds 2010 vinden de AAF plaats in het Steigenberger Grandhotel (voorheen Conrad Brussels Hotel)
| #    | Jaar              | Datum | Plaats                      | Aantal bezoekers | Jury |
| ---- | ----------------- | ----- | --------------------------- | ---------------- | --- |
| 2007 |                   |       | European Training Institute |                  | |
| 2008 |                   |       | Silken Hotel                |                  | |
| 2009 |                   |       | Silken Hotel                |                  | |
| 2010 |                   |       | Steigenberger Grandhotel    |                  | |
| 2011 |                   |       | Steigenberger Grandhotel    |                  | |
| 2012 |                   |       | Steigenberger Grandhotel    | +-6000           | |
| 2013 | 10 tot 13 oktober |       | Steigenberger Grandhotel    |                  | Sophie Clauwaert (art consultant van ArtExpert), Juliette DeBruxelles (Cultuureditor ELLE België), Annik Eggermont (marketing consultant voor Bernice) en Stephanie Manasseh. |

Ondertussen is het format uitgebreid en overgenomen in andere steden waaronder Antwerpen, Bratislava, Londen, Luxemburg